# Japanse koffermoord

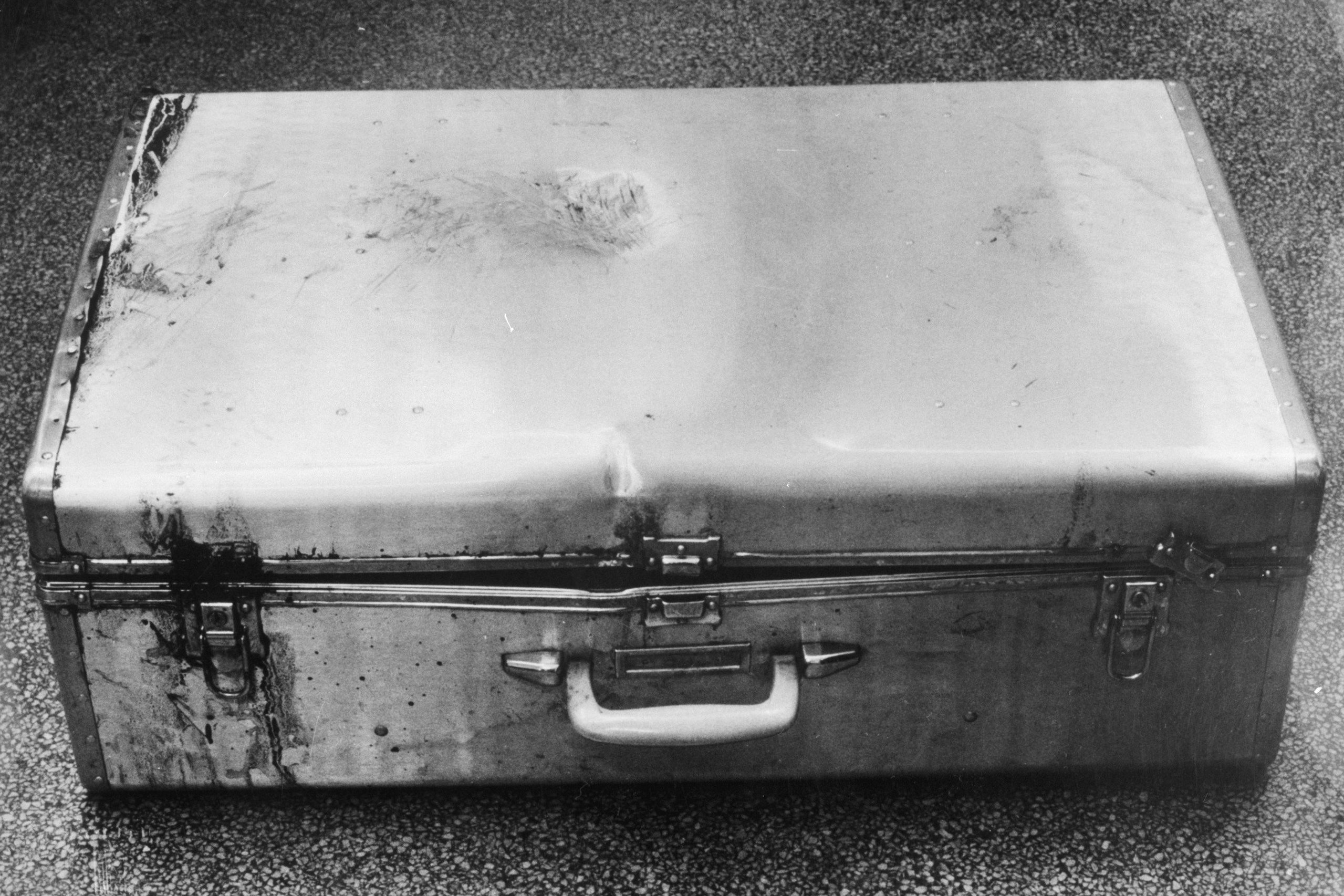
De koffer

De Japanse koffermoord is een geruchtmakende moordzaak uit de jaren zestig in Nederland. De zaak is nooit opgehelderd.
Op 25 augustus 1965 werd in het water aan de Amsterdamse Jacob van Lennepkade een aluminium koffer aangetroffen met daarin de romp van een onbekend persoon. Kledingresten en de vondst van visitekaartjes maakten het de recherche mogelijk het lichaam te identificeren. Het ging om de 32-jarige Japanner Yukata Kameda, vertegenwoordiger voor een Japanse handelsonderneming in Osaka en woonachtig in Brussel.

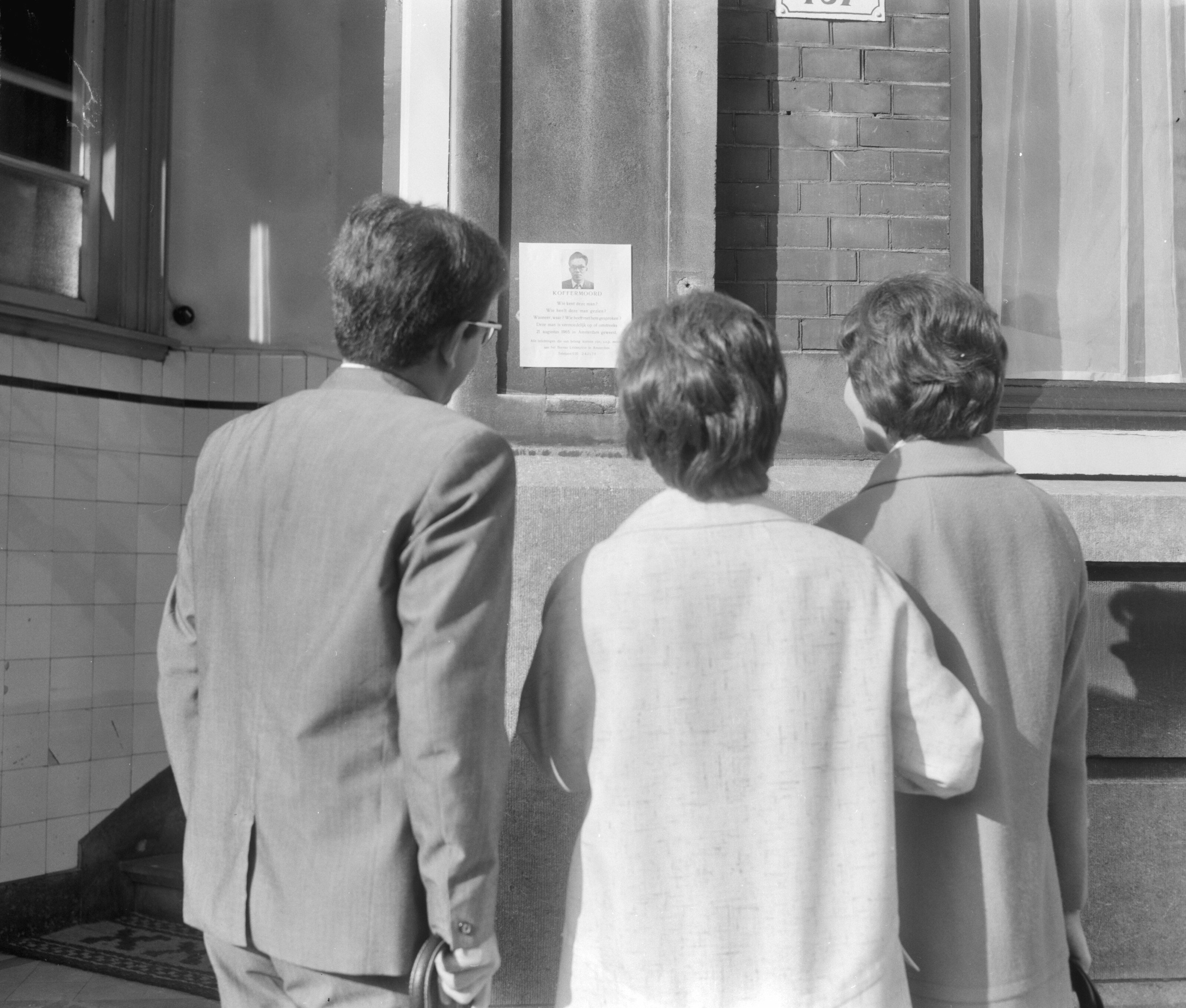
Aanplakbiljet met de vraag wie het slachtoffer herkent
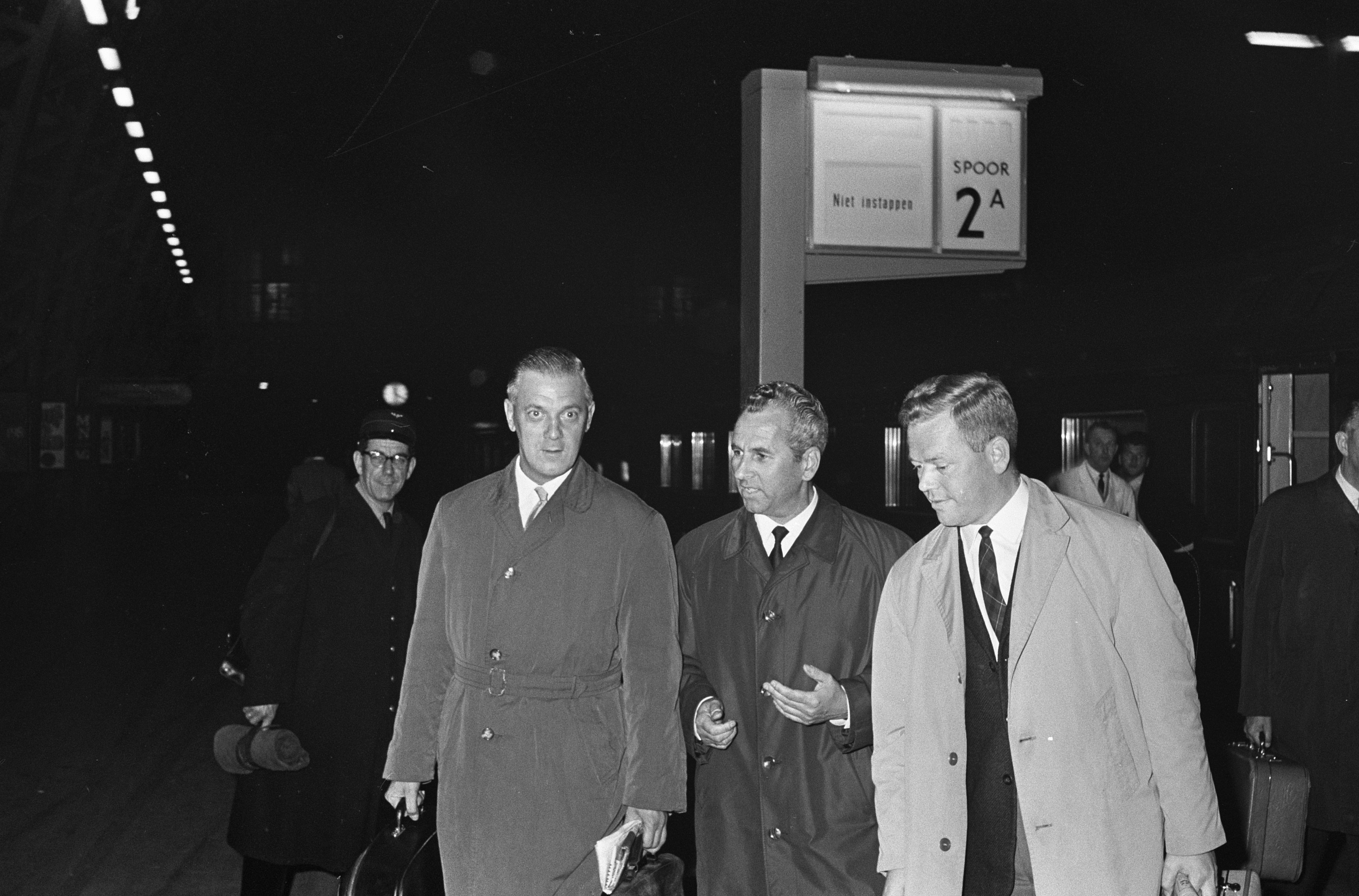
Inspecteurs terug uit Parijs (sept. 1965)

## Het slachtoffer
Uit de lijkschouwing bleek dat de romp van een Aziatische man was. Het slachtoffer had in het verleden een liesbreukoperatie ondergaan. Samen met een label in de onderbroek leidde dit tot de identificatie van de 32-jarige Yukata Kameda, vertegenwoordiger van een Japans textielbedrijf in Brussel. Hij was waarschijnlijk gewurgd. Hij liet in Osaka een zoontje en een zwangere vrouw achter.
Kameda was in de vroege ochtend van 21 augustus voor het laatst gezien door de klusjesman in zijn flatgebouw. Niemand had hem de woning uit zien komen. Zijn Simca stond nog voor de deur. De Amsterdamse politie was ervan overtuigd dat de moord in Brussel had plaatsgevonden, maar de Brusselse politie weigerde een onderzoek in te stellen.

## Verdachten
De Amsterdamse recherche had een verdachte op het oog, Takeshi Okagaki. Deze collega van het slachtoffer had hoge gokschulden en was bekend met het feit dat Kameda altijd veel geld in huis had. Toen de rechercheurs contact opnamen, wimpelde Okagaki ze met een smoes af. Even later reed hij zich met 120 kilometer per uur dood tegen een viaduct in Schaarbeek. Tragisch ongeluk van een slechte automobilist, oordeelde de lokale politie. Daarentegen ging de Amsterdamse politie uit van zelfmoord uit gewetensnood.
Twee Japanse journalisten, die in 1973 een vijfdelige reportage schreven over de zaak - deze werd ook in De Telegraaf geplaatst -, zagen Okagaki niet als dader. Hij werd door zijn omgeving beschouwd als een goedaardige man en bovendien was hij een stuk kleiner dan Kameda en kon deze dus niet makkelijk overrompelen. 
Zij lieten hun verdenking vallen op de klusjesman. Die had Kameda als laatste gezien en had toegang tot zijn flat. Hij kende Kameda persoonlijk. Deze "meneer L." was vlak na de moord verhuisd. Het viaduct waar Okagaki, die L. ook goed kende, zich te pletter had gereden was om de hoek van L.’s meubelfabriek, wat de journalisten deed vermoeden dat L. Okagaki bedreigd kon hebben.

## Trivia
- De bekende Japanse schrijver Seichō Matsumoto schreef over de zaak een gefictionaliseerde novelle, in het Nederlands uitgegeven door De Arbeiderspers als De Amsterdamse koffermoord (1979).